# Kalikst II
Kalikst II, łac. Callistus II, właśc. Gwidon z Burgundii (ur. ok. 1050 w Quingey, zm. 13 grudnia 1124 w Rzymie) – papież w okresie od 2 lutego 1119 do 13 grudnia 1124.

## Życiorys
Gwidon był synem hrabiego Burgundii, Wilhelma I i krewnym królewskich rodów Niemiec, Anglii i Francji. Od 1088 roku był arcybiskupem Vienne; stanowczo popierał reformy zapoczątkowane przez Grzegorza VII i stał na czele opozycji wobec Paschalisa II. Po śmierci Gelazego II, towarzyszący mu kardynałowie wybrali Gwidona na Stolicę Piotrową i konsekrowali 9 lutego 1119 w katedrze w Vienne. Rzymscy kardynałowie zaakceptowali jego wybór 1 marca.
Początkowo papież wyrażał zdecydowanie w sporze o inwestyturę. Jednak zarówno on, jak i król Henryk V Salicki przygotowywali porozumienie w tej sprawie, by zakończyć konflikt trwający od lat. Obie strony przygotowały projekt porozumienia, które miało być podpisane w Mouzon, do czego jednak nie doszło, ze względu na wzajemny brak zaufania. W konsekwencji, papież pod koniec października 1119 roku, obłożył Henryka klątwą i ponownie zakazał inwestytury. W międzyczasie udało mu się także schwytać antypapieża Grzegorza VIII i wtrącić do niewoli.
W 1121 roku, naciskany przez książąt niemieckich, król Henryk, zmuszony został do zawarcia porozumienia z Kalikstem. W wyniku negocjacji legatów papieskich (m.in. Lamberta z Ostii) wypracowano tekst, który został podpisany 23 września 1122 roku. Sformułowany tekst ten był głównym elementem Konkordatu wormackiego. Głównym postanowieniem konkordatu było zrzeczenie się cesarza praw do inwestytury i wpływu na konsekrację biskupów.
W 1123 zwołał Sobór laterański I, na którym zdelegalizowano wszystkie małżeństwa księży i ostatecznie wprowadzono celibat, a także wdrożono postanowienia konkordatu z Wormacji. Ponadto ustanowił Rok Święty Jakubowy.
Papież Kalikst II utworzył na terenach Polski biskupstwa w Lubuszu (1124/1125) i Kruszwicy, wspierał też misję św. Ottona na Pomorzu Zachodnim.
Kalikst zmarł w Rzymie 13 grudnia 1124 roku.